# Stripper feminista
Stripper feminista é uma profissional dançarina exótica que não se conforma com os estereótipos associados às dançarinas exóticas e, em vez disso, identifica-se positivamente com a identidade de stripper. Strippers feministas são feministas pró-sexo que veem sua profissão como uma escolha e um campo de carreira. Strippers feministas interagem de maneira positiva com sua profissão e a consideram uma forma de poder centrada na mulher, afirmando sua autonomia e tomando decisões informadas sobre a regulação de seus corpos.
A autonomia das strippers feministas manifesta-se por meio da capacidade de escolher para quem se apresentam, quando se apresentam, o conteúdo de sua apresentação e sua duração. "Como é preciso exercer controle sobre a própria vida para ser autônomo, a autonomia é algo que a pessoa conquista, não algo que acontece com as pessoas. Mas a liberdade é justamente uma combinação de autocriação e do que acontece com você". Há libertação na expressão livre de sua sexualidade. Tornar-se stripper pode conferir um "tipo curioso de controle sobre aqueles que assistem". O trabalho de Roberta Perkin com trabalhadoras sexuais mostrou que elas "exercem um controle significativo sobre suas vidas profissionais, sentem-se empoderadas pelo seu trabalho e a maioria não é presa nem sofre violência".

## Benefícios
As strippers feministas exercem sua liberdade sexual — isto é, sua liberdade de escolher como usar seus corpos em interação com o ambiente — por meio de suas performances, e essa liberdade contribui para uma sensação de poder e controle. O valor da remuneração recebida pode colocar as strippers em posição econômica de superioridade em relação a mulheres em outras ocupações.

## Críticas
Há debate sobre a justificativa de considerar o stripping um ato feminista. Algumas feministas veem o stripping como violação de direitos humanos e da dignidade, afirmando que o stripping e a exploração sexual serão o "fim do feminismo". Essa crítica é apoiada pelas visões sociais sobre mulheres que praticam atos sexuais por dinheiro e pelos estigmas sociais associados aos atos sexuais. Estigmas sociais ligados ao stripping, como filiação a gangues, uso de drogas, DSTs e prostituição contribuem para a crítica às mulheres que se tornam dançarinas exóticas.
Feministas e não-feministas podem enxergar o stripping como exploração e objetificação do corpo feminino: "o ato de stripping supervaloriza a perfeição física e abstrai as qualidades sexuais do corpo feminino, colocando os homens voyeuristas na posição de juízes e árbitros do corpo feminino".
Quando leio algumas das coisas escritas por supostas "aliadas feministas", sinto que estão brigando por corpos. Algumas delas dizem ser "a favor da prostituição", como se fosse algo tão simples. Depois há outras que afirmam que a prostituição é maligna porque contribui para a violência contra as mulheres. ... É como se as prostitutas fossem apenas esses corpos de algum modo conectados a algo ruim e mau ou a algo bom e na vanguarda da revolução. Elas simplesmente nos transformam em símbolos.— Entrevista Chapkis 1997, 211

## Strippers feministas notáveis
- Matilda Bickers[9][10]
- Diablo Cody[11][12][13]
- Teresa Dulce[14][15][16]
- Nina Hartley
- Annie Sprinkle[17][18]

## Literatura
- Lewin, Lauri (1986). Naked is the best disguise: my life as a stripper. London: Pandora. ISBN 978-0863580772
- Barton, Bernadette (2006). Stripped: inside the lives of exotic dancers. New York: New York University Press. ISBN 978-0814799338
- Cody, Diablo (2006). Candy Girl: A Year in the Life of an Unlikely Stripper. New York, N.Y., U.S.A.: Gotham Books. ISBN 978-1-59240-182-6
- Hageman, Sheila (2012). Stripping down: a memoir. Seattle, Wash: Pink Fish Press. ISBN 9780615584973
- Tressler, Sarah (2012). Diary of an Angry Stripper. Houston, Texas: Di Angelo Publications. ISBN 9780985085322
- Frances, Jacqueline (2015). The Beaver Show. [S.l.]: CreateSpace Independent Publishing Platform. ISBN 978-1515313120